# Amy (film 2015)
Amy – brytyjsko-amerykański film dokumentalny z 2015 roku w reżyserii Asifa Kapadii. Obraz przedstawiał życie i przedwczesną śmierć brytyjskiej piosenkarki Amy Winehouse. 
Film okazał się jednym z najbardziej utytułowanych filmów roku, otrzymując Oscara, Europejską Nagrodę Filmową, nagrodę BAFTA czy Satelitę dla najlepszego filmu dokumentalnego. Obraz zarobił blisko 22 miliony dolarów ze sprzedanych biletów.
Amy Winehouse w filmie wspominali m.in. Tony Bennett, były mąż Blake Fielder-Civil, Mark Ronson, rodzice Janis i Mitch Winehouse, jak również najbliżsi przyjaciele i współpracownicy.
Światowa premiera filmu miała miejsce 16 maja 2015 roku podczas 68. MFF w Cannes, gdzie film prezentowany był w sekcji "Midnight Screenings". Polska premiera obrazu odbyła się w czwartą rocznicę śmierci artystki, 23 lipca 2015 roku, w ramach 15. MFF Nowe Horyzonty we Wrocławiu. Film został wyświetlony na otwarcie tego festiwalu.

## Nagrody i nominacje
68. MFF w Cannes
- nominacja: Złote Oko – Asif Kapadia
- nominacja: Queerowa Palma – Asif Kapadia

88. ceremonia wręczenia Oscarów
- nagroda: najlepszy film dokumentalny – Asif Kapadia i James Gay-Rees

69. ceremonia wręczenia nagród Brytyjskiej Akademii Filmowej
- nagroda: najlepszy film dokumentalny – Asif Kapadia i James Gay-Rees
- nominacja: najlepszy film brytyjski – Asif Kapadia i James Gay-Rees

28. ceremonia wręczenia Europejskich Nagród Filmowych
- nagroda: Najlepszy Europejski Film Dokumentalny – Prix ARTE – Asif Kapadia

20. ceremonia wręczenia Satelitów
- nagroda: najlepszy pełnometrażowy film dokumentalny